# Skinnskatteberg
Skinnskatteberg è una città della Svezia situato nella Contea di Västmanland, una zona ricca di laghi. Sede dell'omonimo comune, nel 2005 aveva una popolazione di 2 295 abitanti.
Conosciuta in età medievale col nome di Skinnsäckeberg (montagne Skinsack) forse chiamato così in riferimento ai sacchi per trasportare materiali sulle montagne.
L'area è situata a Bergslagen (Il distretto minerario della Svezia centrale), zona ricca di miniere di ferro sfruttate fin dal XIV secolo.